# 斉年寺
斉年寺（さいねんじ）は、愛知県常滑市大野町にある曹洞宗の寺院。山号は萬松山。本尊は華厳釈迦牟尼仏。十一面観音を安置している。四国直伝弘法八十八ヶ所霊場（直伝弘法さん）第72番札所、尾張三十三箇所第9番札所となっている。佐治氏の菩提寺である。

## 歴史
享禄4年（1531年）、大野城の2代目城主である佐治為貞が、父の佐治宗貞の菩提寺として城内に建立。宗貞の法名である斉年寿山から取って斉年寺とし、開基を宗貞としている。
天正15年（1587年）には大野城が焼け落ちたため、天正16年（1588年）には家臣の粟津九良兵衛が、主君を偲んで現在の場所に諸堂を建立した。
文久3年（1863年）冬には火災で焼失し、仮の本堂や仮の庫裏を建てた。1945年（昭和20年）1月13日の三河地震では仮の本堂が倒壊し、1965年（昭和40年）には現在の鉄筋コンクリート造の本堂が建てられた。

## 境内
- 本堂 - 1965年（昭和40年）建立。
- 山門
- 総門
- 不動堂
- 観音堂 - 正保4年（1647年）建立[1]。
- 経堂 - 享和3年（1803年）建立[1]。なまこ蔵。

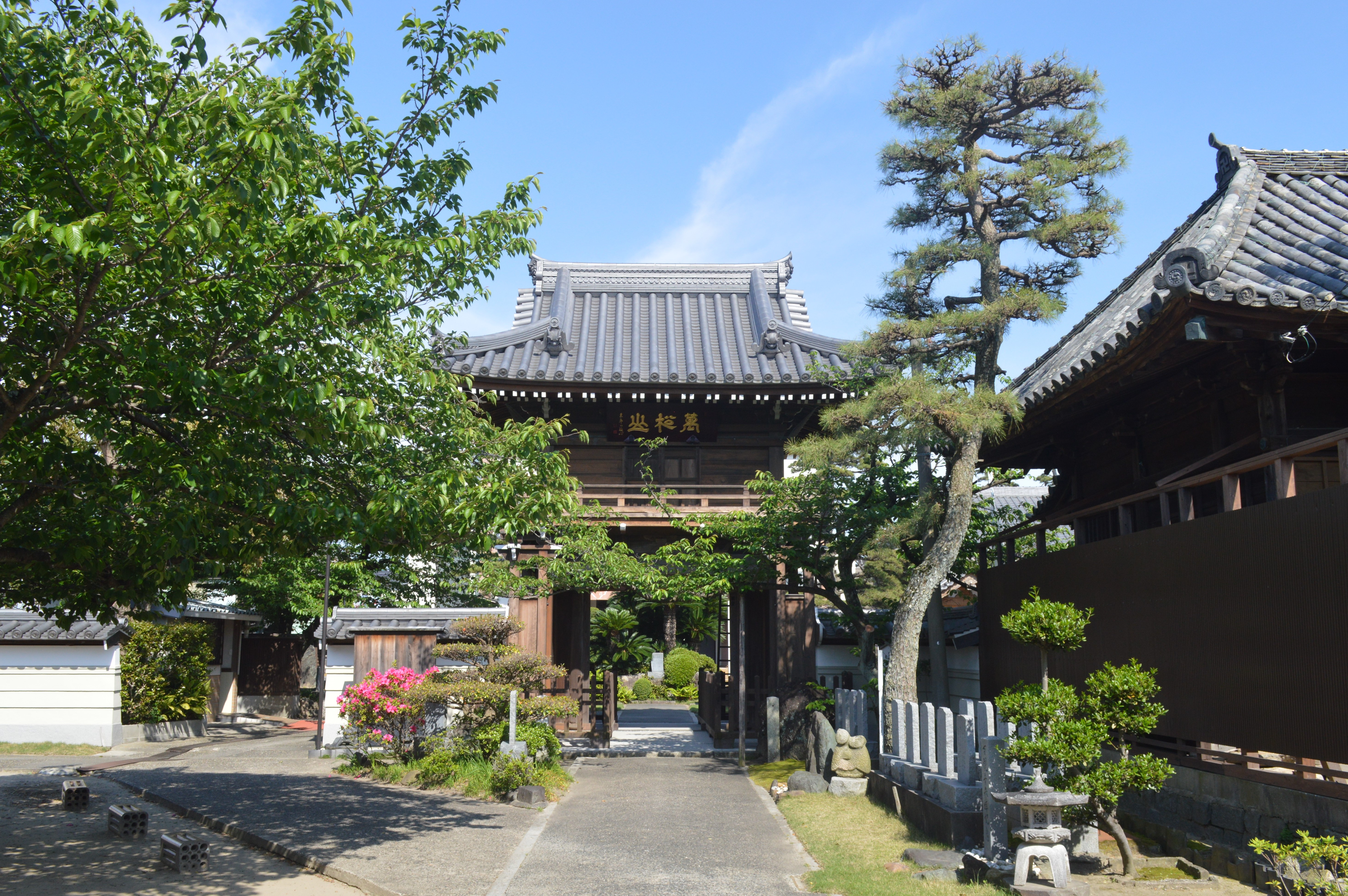
境内
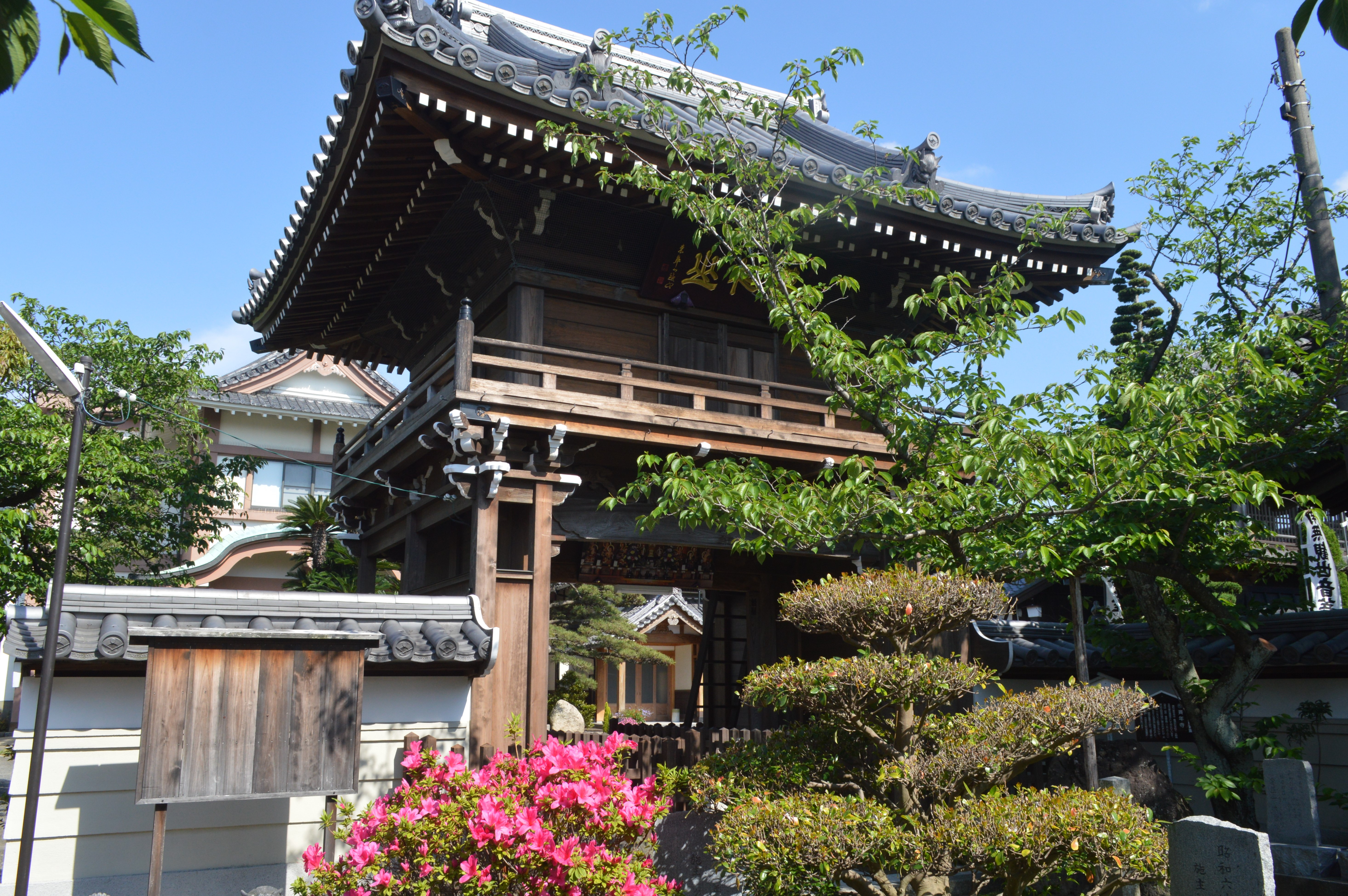
山門
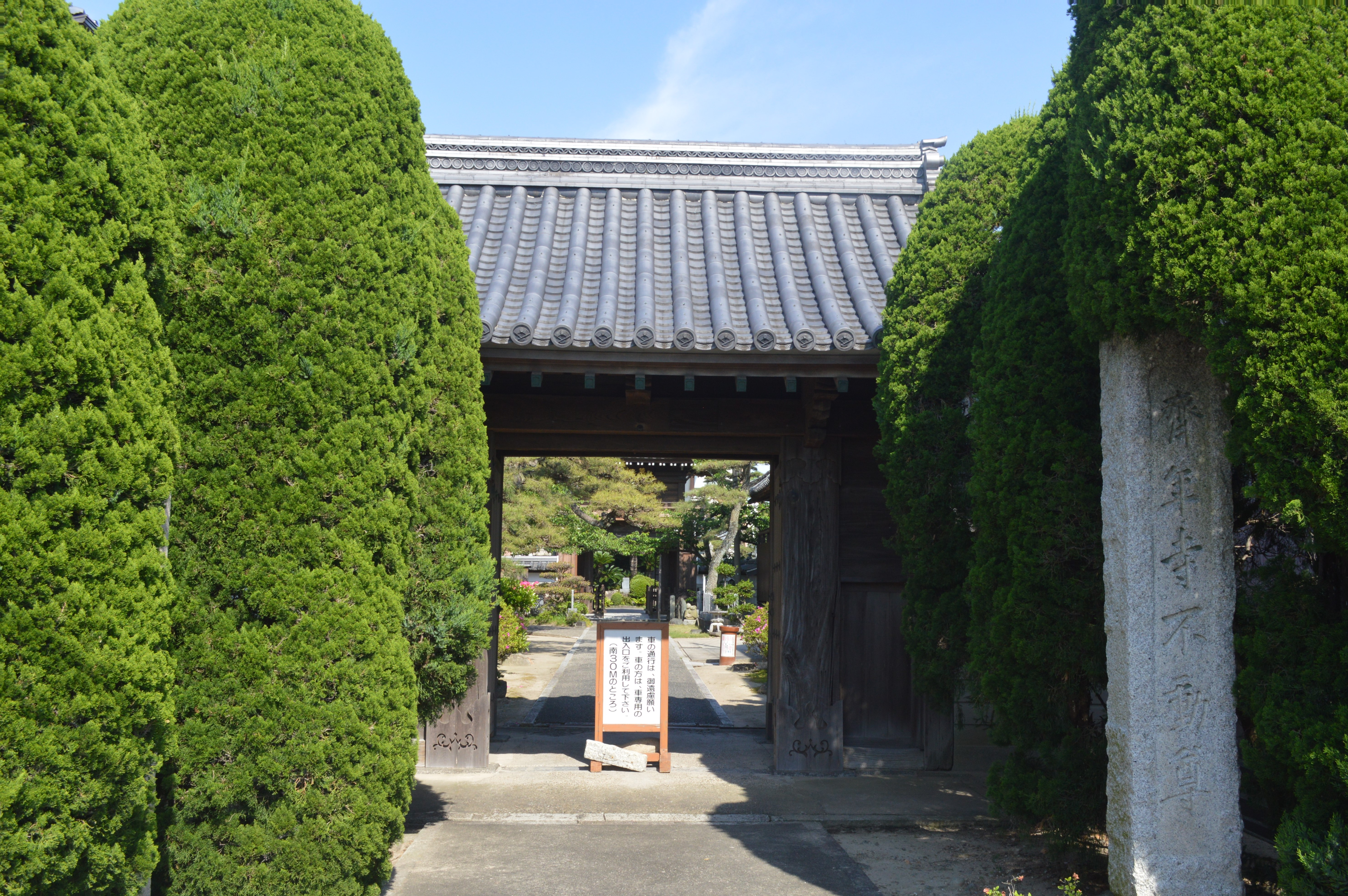
総門
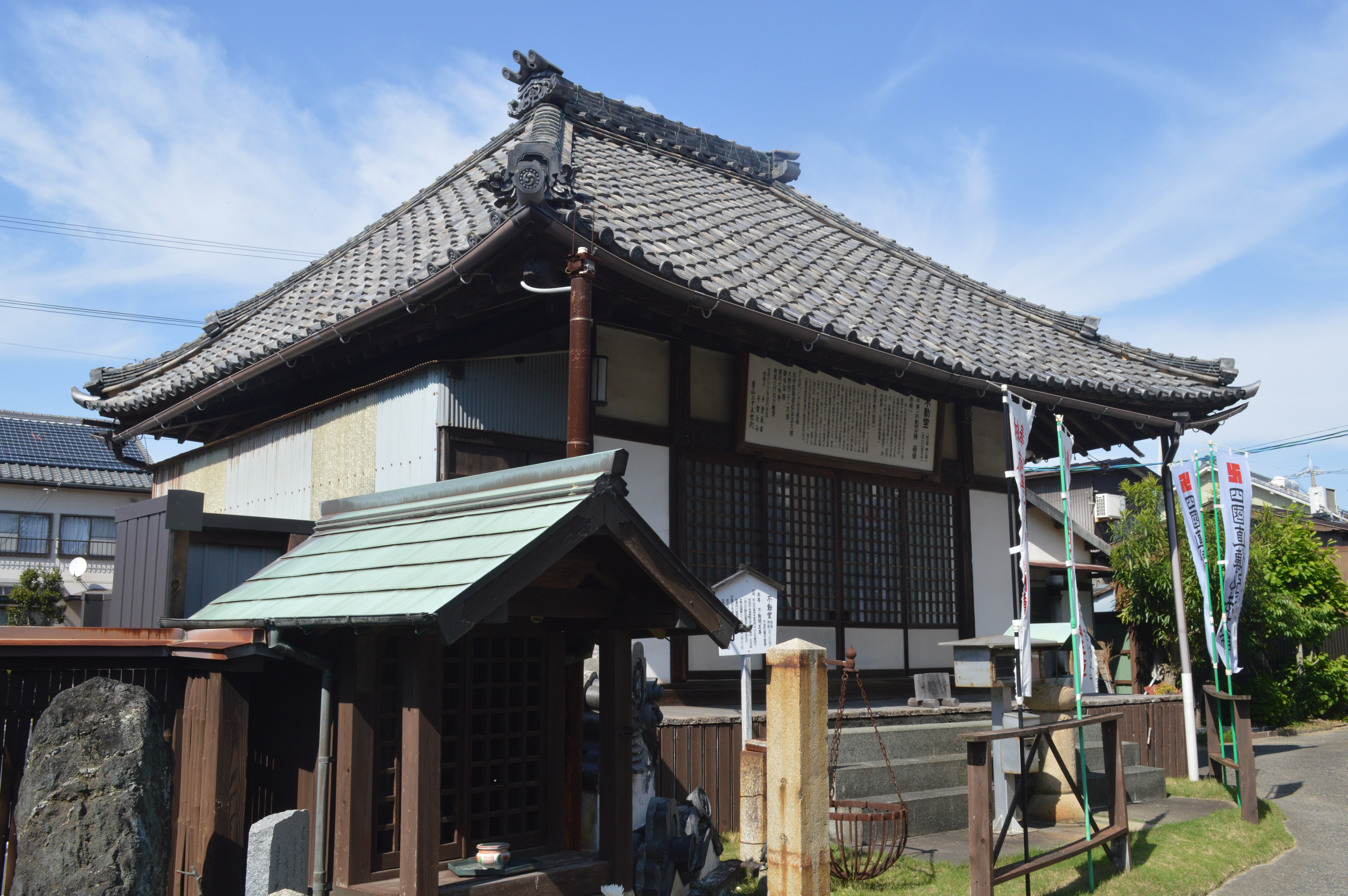
不動堂

## 文化財

『慧可断臂図』（雪舟筆、国宝）

### 国宝
- 紙本墨画淡彩慧可断臂図
  - 雪舟筆。図中に「七十七歳」の款記があり、雪舟77歳、明応5年（1496年）の作とわかる。禅宗の初祖達磨と二祖慧可を描く。題名の通り、慧可が自らの求道の志を達磨に示すため、自らの腕を断ったという故事を題材にしている。画面寸法は188.3×112.8センチで、雪舟の人物図としては大作であるのみならず、日本の禅宗祖師図の中でも本作のような大作はまれである。天文元年（1532年）に、当時知多半島西部に勢力をもっていた佐治氏の佐治為貞によって斉年寺に奉納されたことが、別途保管されている絹地墨書からわかる。[2]
  - 本作品は京都国立博物館に寄託されている。通常は本堂内で精巧な複製を拝観することができる。

### 常滑市指定文化財
- 釈迦如来坐像
- 青磁香炉